# Triangle (album de The Beau Brummels)
Albums de The Beau Brummels
Beau Brummels '66
(1966) Bradley's Barn
(1968)
Triangle est le quatrième album de The Beau Brummels, sorti en 1967.

## L'album
Il atteint la 197e place du Billboard 200 et fait partie des 1001 albums qu'il faut avoir écoutés dans sa vie.

### Titres
Toutes les chansons sont écrites et composées par Bob Durand et Ron Elliott, sauf indication contraire.
| A1. | Are You Happy?      |                               | 2:17 |
| A2. | Only Dreaming Now   | - Ron Elliott - Sal Valentino | 2:06 |
| A3. | Painter of Women    |                               | 2:51 |
| A4. | The Keeper of Time  |                               | 2:09 |
| A5. | It Won't Get Better | - Ron Elliott - Sam Valentino | 2:02 |
| A6. | Nine Pound Hammer   | Merle Travis                  | 3:19 |

| B1. | Magic Hollow (en)          | - Ron Elliott - Sam Valentino | 2:53 |
| B2. | And I've Seen Her          |                               | 1:59 |
| B3. | Triangle                   | - Ron Elliott - Sam Valentino | 2:17 |
| B4. | The Wolf of Velvet Fortune | - Ron Elliott - Sam Valentino | 4:52 |
| B5. | Old Kentucky Home          | Randy Newman                  | 2:05 |

### Musiciens
- Ron Elliott : guitare, chant
- Ron Meagher: basse, guitare, chant
- Sal Valentino : chant
- Van Dyke Parks : clavecin, claviers
- Carol Kaye : basse
- James Burton : guitare
- Donnie Lanier : guitare
- Jim Gordon : batterie
- The Blossoms : chœurs
- Gene Garf : accordéon
- Lou Klass, Shari Zippert : violon
- David Duke, George Hyde, Gale Robinson : cor d'harmonie
- Jesse Ehrlich, Raymond Kelley : violoncelle
- Dick Hyde : trombone